# Jakovlje (Zagreb)
Pour les articles homonymes, voir Jakovlje.
Jakovlje est un village et une municipalité située dans le comitat de Zagreb, en Croatie. Au recensement de 2001, la municipalité comptait 3 952 habitants, dont 98,33 % de Croates et le village seul comptait 2 622 habitants.

## Localités
La municipalité de Jakovlje compte 3 localités :
- Igrišće
- Jakovlje
- Kraljev Vrh